# RV Kilo Moana (T-AGOR-26)
Le RV Kilo Moana (T-AGOR-26) est un navire océanographique appartenant à l'US Navy et utilisé par l'université d'Hawaï dans le cadre de la flotte UNOLS (University-National Oceanographic Laboratory System). Il a la particularité d'avoir 2 coques, sur le principe des SWATH, afin d'augmenter sa stabilité en mer et de pouvoir opérer dans les zones côtières.

## Origine du nom
Son nom signifie en hawaïen « celui qui cherche à comprendre le fond de la mer ».

## Avarie
En janvier 2012, le Kilo Moana a subi une avarie, et les 40 passagers ont dû être secourus par les garde-côtes américains à proximité d'Hawaï,.

## Galerie

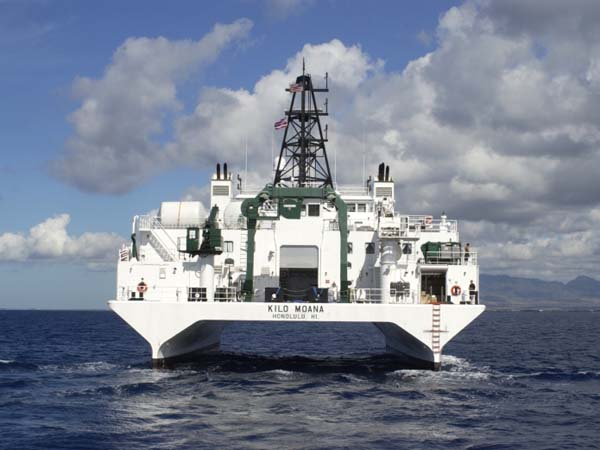
Coques du Kilo Moana.
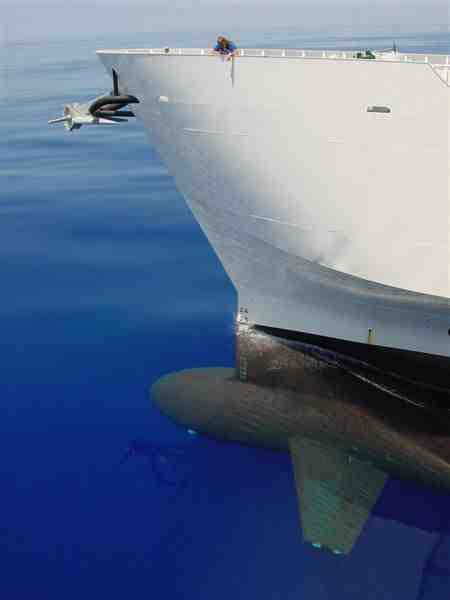
Quille du Kilo Moana (en forme de sous-marin).
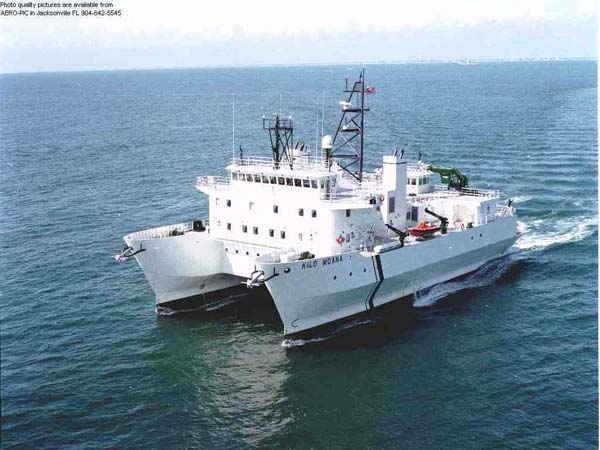
Vue aérienne du Kilo Moana.